# 山谷春翔
山谷 春翔（やまや はるか、2000年〈平成12年〉6月20日 - ）は、五所川原エフエム（Gラジ）のパーソナリティである。2014年から2018年まで女性アイドルグループ「アルプスおとめ」で「外崎」というメンバー名として活動後、2020年から五所川原エフエムのパーソナリティを務める。

## 来歴
青森県五所川原市出身。幼少の頃より歌うのが好きであり、アイドルを夢見ていたという。
中学1年生の時、パソコンで見たアルプスおとめの動画に興味を抱き、リンゴミュージックのオーディションを受験し合格した。練習生を経て、中学2年生の時にアルプスおとめに昇格した。2015年10月より、アルプスおとめのリーダーを務めた。
2018年12月、同年のRINGOMUSIC POWER LIVE 2018をもってアルプスおとめを卒業した。
2019年3月、五所川原商業高校を卒業した。
2020年、五所川原エフエムに入社し、ラジオパーソナリティとしての活動を開始する。

## 担当番組
五所川原エフエム
- ゆうがたGトーク♪（月・火）
- Gモーニング（水・木・金）

### 過去の担当番組
- 10時つ♪ミュージックライフ!（月曜 - 水曜、2021年3月31日終了）